# Амадеи, Роберто
Роберто Амадей (итал. Roberto Amadei - итальянский прелат, Ординарий Епархии Савона-Ноли, затем Епархии Бергамо, историк церкви .

## Биография
Родился в крестьянской семье, имел трех братьев и сестру, в 11 лет поступил в епархиальную семинарию в Клузоне, затем продолжил образование в семинарии в Бергамо и в Папской римской главной семинарии, получил степень доктора по церковной истории в Папский Григорианский университетПапском Григорианском университете.
С 1960 года преподает в семинарии Бергамо, становится президентом в 1968 году и с 1981 года - ректором.
С 1984 года - Почётный прелат Его Святейшества.
Как историк специализировался на историографии отношений между католической церковью и итальянским государством на примере территории Бергамо.

## Епископское служение
21 апреля 1990 года назначен возглавить Епархию Савона-Ноли и 2 июня 1991 года  рукоположен в сан епископа, таинство совершено в семинарской церкви Бергамо, консекратор - Клементе Гадди в сослужении с Анджело Парависи (итал. Andgelo Paravisi).
21 ноября 1991 года назначен правящим епископом в Бергамо и 26 января 1992 года вступил в управление епархией.
В октябре 2006 года провел 37-й Епархиальный Синод в Бергамо.
Совершил 14 миссионерских поездок с целью открытия новых Миссий, где служит духовенство епархии Бергамо, наиболее важной из которых было посещение Кубы, где совместно в Фиделем Кастро епископ открыл первую католическую Миссию в стране.

## Труды
- Andrea Paiocchi (a cura di), Ripensare la politica, Contributi di R. Amadei et al., Presentazione di Giulio Oggioni, Grafital, stampa 1989 (Torre Boldone, Tipolitografia Grafital). (итал.)
- Angelo Bendotti (a cura di), Il movimento operaio e contadino bergamasco dall'Unità al secondo dopoguerra, Contributi di Roberto Amadei et al., Bergamo, La porta Centro studi e documentazione, 1981. (итал.)
- Roberto Amadei, Nel "Sì" l'icona del Buon Pastore, Venezia, Marcianum Press, 2011. (итал.)
- Roberto Amadei, Cristo ha amato la Chiesa: omelia del vescovo: messa crismale, giovedì santo 12 aprile 2001, Bergamo, Litostampa Istituto Grafico Gorle, 2001. (итал.)
- Roberto Amadei, Esercizi spirituali delle comunità parrocchiali: predicati dal vescovo: 17-21 febbraio 1997, Chiesa Ipogea del seminario vescovile, Bergamo, Litostampa Istituto grafico Gorle, 1997. (итал.)
- Roberto Amadei, Il clero bergamasco e il Risorgimento italiano, 1831-1861: tesi di laurea. o, Bergamo, a cura dell'Autore, 1970. (итал.)
- Roberto Amadei, L'anziano e la famiglia, Bergamo, Università per anziani, Sindacato territoriale pensionati Cisl, 1994. (итал.)
- Roberto Amadei, Non trascurare il dono spirituale che e in te, Bergamo, Litostampa istituto grafico, 2000. (итал.)
- Roberto Amadei, Programma pastorale per la Diocesi di Bergamo: biennio pastorale 1994-1996, Gorle, Litostampa, 1994. (итал.)
- Roberto Amadei, Scritti, pensieri e discorsi su Maria Elisabetta Mazza, Con interventi di Roberto Amadei, Padre Luigi Crippa, Mons. Giuseppe Martinelli, Bergamo, Litostampa Istituto grafico Gorle, 1993. (итал.)
- Roberto Amadei et al., Pacem in terris, impegno permanente: le comunità cristiane protagoniste di segni e gesti di pace, Prefazione di Paolo Tarchi, Saronno, Monti, 2004. (итал.)
- Roberto Amadei et al., Paola Elisabetta Cerioli: la sua esperienza, il suo progetto e la nostra vicenda, contributi per l'interpretazione, Bergamo, Seminario Sacra Famiglia, 1997. (итал.)
- Roberto Amadei et al., Giovanni XXIII beato, Presentazione di P. Luca De Rosa OFM postulatore della Causa, Città del Vaticano, L'Osservatore Romano, 2000. (итал.)